# Dischidia polilloensis
Dischidia polilloensis är en oleanderväxtart som beskrevs av D. Kloppenburg. Dischidia polilloensis ingår i släktet Dischidia och familjen oleanderväxter. Inga underarter finns listade i Catalogue of Life.